# Neotraginops clathratus
Neotraginops clathratus är en tvåvingeart som beskrevs av Friedrich Georg Hendel 1909. Neotraginops clathratus ingår i släktet Neotraginops och familjen tickflugor. Inga underarter finns listade i Catalogue of Life.